# Fliegerführer Afrika
Le Fliegerführer Afrika est un commandement de secteur faisant partie de la Luftflotte 2 (2e flotte aérienne), une des principales unités de la Luftwaffe allemande de la Seconde Guerre mondiale.
Formé le 24 février 1941 dans le Luftgau VII en Afrique, il a opéré dans les zones méditerranéennes d'Afrique du Nord et de Libye en 1941-1942.
Les commandants ont été le Generalmajor Stefan Fröhlich et le Generalleutnant Otto Hoffmann von Waldau, qui ont dirigé le soutien aérien allemand lors de la campagne de l'Afrikakorps au cours de l'hiver 1941-1942. L'avion spécifique utilisé par ces commandants est un Heinkel He 111 P-4 (VG + ES), entièrement équipé (armés avec 5 mitrailleuses MG 15 et une MG 17, avec une capacité de charge de 1 000 kg de bombes dans la soute et une autre de 1 000 kg sous les ailes et avec des réservoirs de carburant additionnels extérieurs).
En février 1943, il est incorporé dans le Fliegerkorps Tunis.

## Commandements

### Fliegerführer
| Début            | Fin             | Grade               | Nom                          |
| ---------------- | --------------- | ------------------- | ---------------------------- |
| 24 février 1941  | 10 avril 1942   | General             | Stefan Fröhlich (en)         |
| Avril 1942       |                 | Generalmajor        | Theo Osterkamp (par intérim) |
| 12 avril 1942    | 30 août 1942    | General der Flieger | Otto Hoffmann von Waldau     |
| 30 août 1942     | 31 janvier 1943 | General der Flieger | Hans Seidemann (par intérim) |
| 1er février 1943 | Février 1943    | Generalmajor        | Walter Hagen                 |

## Quartier général
Le Quartier général s'est déplacé suivant l'avancement du front.
| Début            | Fin              | Ville           |
| ---------------- | ---------------- | --------------- |
| ?                | 26 janvier 1942  | Arco dei Fileni |
| 27 janvier 1942  | 31 janvier 1942  | Agedabia        |
| 1er février 1942 | 6 février 1942   | Benghazi        |
| 7 février 1942   | 22 juin 1942     | Derna           |
| 22 juin 1942     | 26 juin 1942     | Monastir        |
| 25 juin 1942     | 29 juin 1942     | Sidi Barrani    |
| 30 juin 1942     | 5 novembre 1942  | Fuka            |
| 19 novembre 1942 | 13 décembre 1942 | Arco dei Fileni |
| 14 décembre 1942 | 19 décembre 1942 | Sirte           |
| 20 décembre 1942 | 16 janvier 1943  | Misurata        |
| 21 janvier 1943  | 31 janvier 1943  | Ben Gardane     |
| 1er février 1943 | Février 1943     | Gabes           |

## Rattachement
| Octobre 1940 - Avril 1940 |  | X. Fliegerkorps |
| Avril 1940 - Mai 1940     |  | Luftflotte 2    |

## Unités subordonnées
- Octobre 1942
  - 7. / Zerstörergeschwader 1
  - 8. / Zerstörergeschwader 1
  - 8. / Zerstörergeschwader 26
  - 12. / Lehrgeschwader 2
  - Aufklärungsgruppe 121
  - Aufklärungsgruppe 12
  - Aufklärungsgruppe 14
  - Jagdgeschwader 27
    - Stab - I. - II. - III.

  - III. / Jagdgeschwader 53
  - Sturzkampfgeschwader 3
    - Stab - I. - II. - III.

## Ordre de batailles

### Korpskette X. Fliegerkorps Afrika
- Jagdkommando Kreta

### Fliegerführer Afrika (Ägyptenfeldzug)
- Ramke Brigade
- Brigade Hermann Göring
- Kampfgruppe Schmid

### Luftwaffe Kommando Südost
- Luftgau Afrika
- Koluft Libyen
- 2.(H)/14

### II Seenot-Dienstführer
- 15 Seenotkommando (Bengasi)
- 16 Seenotkommando (Derna)
- Seenot kommando (Tripoli)

### Fliegerkorps Tunis
- Verbindungsstaffel und Flugbereitschaft der Fliegerkorps Tunis
- Fliegerführer 1 (Nord)
- Fliegerführer 2 (Mitte)
- Fliegerführer 3 (Sud)
- Fliegerführer Gabes

### V Squadra Aerea (5eflotteaérienne italienne)
- Bataglione Paracadutisti Libiche Fanti dell'Aria
- Bataglione Paracadutisti Folgore
- Commando Aeronautica Tripolitana
- Settore Centrale Cirenaica
- Settore Est Fuka (Égypte)

## Listes des avions utilisées par la Fliegerführer Afrika

### Avions allemands
- Chasseurs-intercepteurs
- Focke-Wulf Fw 190A-3/Trop.
- Focke-Wulf Fw 190A-4/Trop.
- Focke-Wulf Fw 190A-5/Trop.
- Focke-Wulf Fw 190A-8/Trop.
- Messerschmitt Bf 109E-3/Trop.
- Messerschmitt Bf 109E-4/Trop.
- Messerschmitt Bf 109E-7/Trop.
- Messerschmitt Bf 109F-2/Trop.
- Messerschmitt Bf 109F-4/Trop.
- Messerschmitt Bf 109G-1/Trop.
- Messerschmitt Bf 109G-2/Trop.
- Messerschmitt Bf 109G-4/Trop.
- Messerschmitt Bf 109G-6/Trop.

- Chasseurs nocturnes
- Messerschmitt Bf 110E-3
- Junkers Ju 88C-6

- Escortes aériennes
- Arado Ar 196A-3
- Blohm & Voss BV 138C-1
- Heinkel He 115B/C
- Junkers Ju 88C-6
- Messerschmitt Bf 110C-4
- Messerschmitt Bf 110D-3

- Chasseurs-bombardiers
- Focke-Wulf Fw 190G-2/Trop.
- Focke-Wulf Fw 190G-3/Trop.
- Messerschmitt Bf 109F-4/R3
- Messerschmitt Bf 109F-4/B
- Messerschmitt Bf 110E-2/Trop.
- Messerschmitt Bf 110D-2/Trop.

- Bombardiers d'appui/attaque au sol
- Focke-Wulf Fw 190F-3/Trop.
- Henschel Hs 129B-1
- Junkers Ju 87B-2
- Junkers Ju 87B-2/Trop.
- Junkers Ju 87R-1
- Junkers Ju 87R-2
- Junkers Ju 87R-4
- Junkers Ju 87D-1/Trop.
- Junkers Ju 87D-3/Trop.

- Bombardiers
- Dornier Do 17M-1/Trop.
- Dornier Do 17P-1/Trop.
- Dornier Do 17Z-10
- Heinkel He 111H-2
- Heinkel He 111H-3
- Heinkel He 111H-6
- Heinkel He 111P-4
- Junkers Ju 88A-1/Trop.
- Junkers Ju 88A-4/Trop.
- Junkers Ju 88A-5/Trop.

- Hydravions
- Arado Ar 196A-3
- Blohm & Voss BV 138 C-1
- Blohm & Voss BV 222 Wiking
- Dornier Do 24T-1
- Heinkel He 60A
- Heinkel He 114
- Heinkel He 115B/C

- Reconnaissance
- Focke-Wulf Fw 189A-2/Trop.
- Henschel Hs 126A-1
- Henschel Hs 126B-1
- Fieseler Fi 156 C-3/Trop.
- Fieseler Fi 156 C-5/Trop.
- Junkers Ju 86P-1
- Junkers Ju 86P-2
- Junkers Ju 88C-4/Trop.¨
- Junkers Ju 88D-1
- Junkers Ju 88D-1/Trop.
- Junkers Ju 88D-2/Trop.
- Junkers Ju 88D-5/Trop.
- Messerschmitt Bf 109E-5/Trop.
- Messerschmitt Bf 109E-6
- Messerschmitt Bf 110E-3
- Messerschmitt Bf 110F-3/Trop.
- Messerschmitt 210A-1
- Messerschmitt 210C-1
- Messerschmitt 410A-1

- Liaison
- Fieseler Fi 156 C-3/Trop.
- Fieseler Fi 156 C-5/Trop.
- Messerschmitt Bf 108B/C

- Transports
- Blohm & Voss BV 222 Wiking
- DFS 230B-1
- Focke-Wulf Fw 58 Weihe
- Gotha Go 242A-1
- Gotha Go 244B-1
- Junkers Ju 52/3m g7e
- Junkers Ju 252A-1
- Junkers Ju 90B-1
- Junkers Ju 290A
- Messerschmitt 323D Gigant

### Avions italiens
- Chaseurs intercepteurs
- Fiat CR.20
- Fiat CR.30
- Fiat CR.32bis
- Fiat G.50bis Freccia
- Fiat CR.42AS Falco
- Macchi MC.200AS Saetta
- Macchi MC.202AS Folgore
- Macchi MC.202 (Serie VI) Folgore
- Macchi MC.205V (Serie III) Veltro

- Escortes aériennes
- CANT Z.501 Gabbiano
- CANT Z.506B Airone
- FIAT (CMASA) RS.14B
- Caproni-Reggiane Re.2000 Serie I Falco I
- Macchi MC.200AS Saetta
- FIAT BR.20 Cicogna

- Chasseurs-bombardiers
- Fiat G.50bis Freccia
- Fiat CR.42AS Falco
- Macchi MC.200CB Saetta
- Macchi MC.202CB (Serie XI) Folgore

- Bombardiers d'appui/attaque au sol
- Breda Ba 65.
- Breda Ba 88 Lince
- Breda Ba 201 Pichiatelli (Ju 87B Italien construit sous licence)
- Fiat CR.32bis
- Meridionali Ro.37bis.

- Bombardiers
- CANT.Z.1007 Alcione
- Caproni Ca.133
- Caproni-Bergamaschi Ca.310 Libeccio
- Fiat BR.20M Cicogna
- Piaggio P.108B
- Savoia-Marchetti S.M.79-I Sparviero
- Savoia-Marchetti SM.81 Pipistrello

- Hydravions
- CANT Z.501 Gabbiano
- CANT Z.506B Airone
- FIAT (CMASA) RS.14B
- Macchi MC.94
- Meridionali Ro.43

- Reconnaissance
- Caproni-Bergamaschi Ca.310 Libeccio
- Meridionali Ro.37bis.
- Meridionali Ro.63

- Liaison
- Caproni Ca.100
- FIAT (CMASA) G.8
- Meridionali Ro.63
- Nardi FN.305

- Transports
- Breda Ba.44
- Caproni Ca.133
- FIAT G.12T
- Savoia-Marchetti S.M.71
- Savoia-Marchetti S.M.74
- Savoia-Marchetti SM.79 Marsupiale
- Savoia-Marchetti SM.81 Pipistrello
- Savoia-Marchetti SM.82 Marsupiale